# Bukit Sari (Martapura)
Bukit Sari is een bestuurslaag in het regentschap Ogan Komering Ulu van de provincie Zuid-Sumatra, Indonesië. Bukit Sari telt 1820 inwoners (volkstelling 2010).